# Chroma Key (musikgrupp)
Chroma Key är den amerikanske keyboardisten Kevin Moores soloprojekt. 
Moores musik är en blandning av progressiv rock och electronica.

## Diskografi
Studioalbum
- 1998 – Dead Air for Radios
- 2000 – You Go Now
- 2004 – Graveyard Mountain Home

Singlar
- 1999 – "Colorblind"